# Bahnhof Ashford International
Der Bahnhof Ashford International ist der Bahnhof der Stadt Ashford in der englischen Grafschaft (County) Kent im Südosten der Insel Großbritannien. Der Bahnhof gehört Network Rail. Die Inlandszüge werden von dem jeweiligen Inhaber der Franchise für das Netzwerk Südost gefahren.

## Strecken

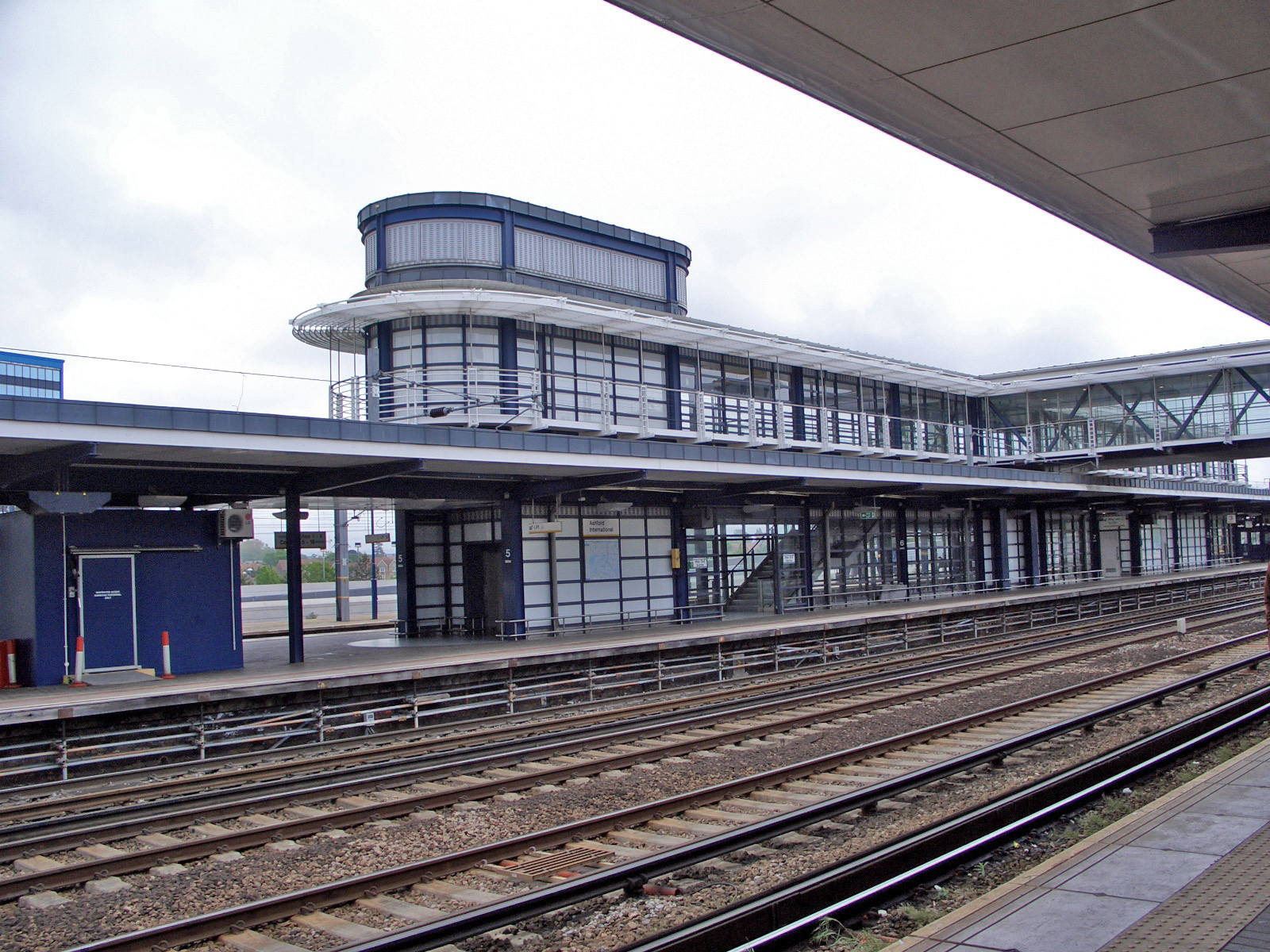
Bahnhofsgebäude

Der Bahnhof ist ein bedeutender Eisenbahnknoten mit einer Anbindung an die Hochgeschwindigkeitsstrecke High Speed 1 vom Eurotunnel nach London und Eisenbahnstrecken im traditionellen britischen Eisenbahnnetz in fünf Richtungen.
Über die South Eastern Main Line Richtung Folkestone und Dover bzw. über Pluckley nach London Charing Cross; auf der Maidstone East Line über Maidstone in Richtung Nordwesten zum Großraum London; auf der Canterbury West Line nach Canterbury und Ramsgate; und auf der Marshlink Line Richtung Hastings. High Speed 1 umgeht den Bahnhof auf der Ostseite.
Nach der Inbetriebnahme des zweiten Abschnitts der Hochgeschwindigkeitsstrecke High Speed 1 zum Bahnhof London St. Pancras hielten in Ashford pro Tag nur noch vier Eurostar-Züge zum Kontinent, zwei davon zum Bahnhof Paris-Nord, einer zum Bahnhof Marne-la-Vallée - Chessy in unmittelbarer Nachbarschaft des Freizeitparks Disneyland Resort Paris östlich von Paris und ein Zug nach Brüssel-Süd.
Seit 2009 wird der Bahnhof von 225 km/h schnellen Regionalzügen der Bahngesellschaft Southeastern bedient, die London St. Pancras mit verschiedenen Zielen in Kent verbinden. In Ashford befindet sich das Wartungszentrum für diese von Hitachi in Japan gebauten Züge der Baureihe 395.

## Bauweise
Der Bahnhof hat sechs Gleise an drei Bahnsteigen. Alle sechs Gleise sind mit einer Stromschiene ausgerüstet, die 750 Volt Gleichspannung liefert, die Gleise drei bis sechs auch mit einer Oberleitung und 25 kV Wechselspannung bei 50 Hertz.
Für den internationalen Verkehr werden die Gleise 3 und 4 benutzt, die anderen für Inlandsverbindungen. Das Lichtraumprofil der internationalen Gleise entspricht dem UIC-Profil GB+, so dass dort auch für das kontinentaleuropäische Eisenbahnnetz konstruierte Züge halten könnten.

## Eurostar-Aussetzung
Seit März 2020 werden die Bahnhöfe Calais-Fréthun, Ashford und Ebbsfleet nicht von den Eurostar-Zügen bedient. Hintergrund ist offenbar ein erhöhter Kostendruck aufgrund der durch den Brexit und die COVID-19-Pandemie gesunkenen Fahrgastzahlen. 2022 erwog der Betreiber eine Wiederaufnahme der Zughalte frühestens 2024, die drei Bahnhöfe werden jedoch auch 2024 weiterhin nicht von Eurostar bedient.